# Société centrale canine
La Société centrale canine (SCC) är Frankrikes nationella kennelklubb som var en av grundarna den internationella kennelfederationen Fédération Cynologique Internationale (FCI) 1911. Den är de franska hundägarnas intresse- och riksorganisation och för nationell stambok över hundraser. Organisationen bildades 1881 i Paris.